# 浅見博幸
浅見 博幸（あさみ ひろゆき、1950年11月19日 - ）は、フリーアナウンサー。元仙台放送アナウンサー。

## 来歴・人物
東京都品川区出身。法政大学経営学部経営学科卒業。アナウンサーを目指そうとなったきっかけは、1964年の東京オリンピックで各競技の内容よりも北出清五郎、鈴木文彌の実況に感動したことだったと話している。1975年に仙台放送入社。これまで「サタデーマガジンα」や「ヨジテレビ!」といった情報番組の司会や、「春高バレー」や「JCBクラシック仙台」といったスポーツ中継などで活動。2004年4月から2005年秋までは「FNN仙台放送スーパーニュース」のキャスターを務めていた。2015年11月19日に仙台放送を退社。以降はフジテレビ子会社である東京フイルム・メート（現在のフジ・メディア・テクノロジー）所属のフリーアナウンサーとして活動。
趣味はゴルフとアンティークめぐり。

## 現在の担当番組
- EAGLES BASEBALL GAMESHOW（Rakuten.FM TOHOKU)
- Bリーグ・リーグ公式映像実況
  - 古巣の仙台放送が制作する仙台89ersホーム戦の他、秋田テレビ（隣接局）が制作する秋田ノーザンハピネッツ戦を担当することがある。

## 過去の担当番組
- 2時ですOXです
- サタデーマガジンα（司会）
- ヨジテレビ!（司会）
- 情報ライブMovin'（司会）
- 今日はテレ花火!!（2008年11月～2009年1月　司会）
- FNN仙台放送スーパーニュース（キャスター）
- JCBクラシック仙台
- 仙台放送NEWS
- 夢のマイホーム大作戦（不定期）
- 春の高校バレー（自身の初実況が同大会の女子宮城代表決定戦で泉高が古川商（現・古川学園）を降した試合だった）※ヨジテレビ!内で春高バレーが放送されていた時、仙台のスタジオナビゲーター（コメンテーター）の形で出演しており男女代表校（男子：東北、女子：古川学園）が決勝進出した際に代々木第一体育館に応援しに行っていた。
- ワールドカップバレーボール（1999年・女子日本×ペルー戦を担当）
- プロ野球中継※東北楽天ゴールデンイーグルス誕生前宮城球場で行われたフジテレビ製作試合の実況も担当
- JFLブランメル仙台戦実況（1995年1試合のみ担当、以降2005年までは下田恒幸が担当、稀に対戦相手の地域にネットされた際は相手チームのリポーターとして出演したこともある）
- bjリーグ仙台89ERS戦実況（リーグ発足した2005年の開幕ゲーム等数試合を担当、ここ2年程はbjリーグの中継そのものが行われていない）